# Сави, Тоомас
Тоомас Сави (эст. Toomas Savi, род. 30 декабря 1942, Тарту, Генеральный округ Эстония, Рейхскомиссариат Остланд, Третий Рейх или Эстонская ССР, СССР) — эстонский государственный деятель, член Партии реформ Эстонии.

## Биография
Тоомас Сави родился 30 декабря 1942 года в оккупированном немцами Тарту, в 1961 году окончил среднюю школу, в 1970 году окончил медицинский факультет Тартуского университета, по специальности — врач, долгое время работал спортивным врачом.

## Политическая деятельность
В 1989—1993, 1996—1997 и 1999—2000 годах был членом Тартуского городского совета. В 1993—1995 годах вице-мэр Тарту.
Депутат Рийгикогу в 1995—2007 годах. Председатель Рийгикогу в 1995—2003 годах и заместитель председателя в 2003—2004 годах.
Депутат Европарламента в 2004—2009 годах, член фракции Альянс либералов и демократов за Европу.
Является членом Партии реформ Эстонии, до 1990 года был членом КПСС.
В 2001 году выдвигался кандидатом на пост Президента Эстонии, но проиграл Арнольду Рюйтелю.
Член Эстонского Олимпийского комитета с 1989 года. Заместитель председателя в 2008—2012 годах.

## Награды
- Большой крест ордена Заслуг (1998, Норвегия)[1]
- Великий офицер ордена Инфанта дона Энрике (2003, Португалия)[2].